# Dinort-Stab
Der Dinort-Stab, auch Dinort-Spargel genannt, ist eine Einrichtung, mit deren Hilfe Fliegerbomben bereits vor dem Eindringen in den Erdboden zur Explosion gebracht werden können. Der Dinort-Stab wurde von der deutschen Luftwaffe während des Zweiten Weltkriegs benutzt und ist nach dem Piloten Oskar Dinort benannt, der als Major unter anderem Kommandeur des Stuka-Geschwaders 2 war.

## Aufbau und Funktion
Der Dinort-Stab ist ein ca. 30–60 cm langer Stab, der aus der Spitze einer Splitter- oder Sprengbombe ragt und an seinem Ende eine pilzförmige Scheibe trägt. Die Bombe wird gezündet, wenn die Scheibe auf dem Boden auftrifft. Dabei ist der Stab selbst kein unmittelbares Bauteil des Aufschlagzünders, sondern dient lediglich dazu, den Stoß des Aufpralls möglichst frühzeitig auf die Bombe zu übertragen.
Da sich im Augenblick der Explosion der eigentliche Bombenkörper noch über dem Boden befindet, wird die Splitterwirkung vor allem gegen Infanterie und andere leicht gepanzerte Ziele erhöht. Am größten ist die Wirkung bei möglichst senkrechtem Auftreffen auf den Boden.

## Geschichte
Bereits im Ersten Weltkrieg wurden kleinere Splitterbomben manchmal mit einem hölzernen Stab an der Spitze versehen, so z. B. die deutsche 4,5-kg-Bombe der Carbonit AG. Im Zweiten Weltkrieg griff die Luftwaffe auf dieses Prinzip zurück, als während des Krieges gegen die Sowjetunion die Wirkung der deutschen Bomben oft durch den tiefen Schnee beeinträchtigt wurde. Durch den Stab sollte die Bombe oberhalb der Schneedecke zur Explosion gebracht werden.
Eingesetzt wurden Dinort-Stäbe vor allem an kleineren und mittleren Bomben wie der SD 50, SD 70, SD 250 und SD 500. Nachteilig war, dass wegen des Stabes an der Spitze die Bomben nur noch horizontal aufgehängt werden konnten, was z. B. den Einsatz durch die (mit Vertikalmagazinen ausgerüstete) Heinkel He 111 ausschloss.
Eine Weiterentwicklung waren Stäbe, die nach dem Abwurf der Bombe pyrotechnisch auf eine Länge von 2 bis 3 Metern ausgefahren wurden.
Ähnliche Abstandszünder werden auch heute noch verwendet. Ein Beispiel ist der amerikanische Daisy Cutter-Zünder.